# ネディナ・オネル
ネディナ・オネル（Nedime Elif AGCA Öner、女性、1984年2月10日 - ）は、トルコの元バレーボール選手。ポジションはセッター。元トルコ代表。

## 来歴
2005年、トルコ代表に初選出される。同年の欧州選手権で代表デビューした。2006年に日本で行われた世界選手権では大会中に正セッターが怪我により、急遽レギュラーに抜擢された。2007年のモントルーバレーマスターズでは司令塔としてチームを牽引した。2007-08シーズンに所属していたRCカンヌでは井野亜季子とチームメイトであった。
2010年に代表に復帰し、同年10-11月の世界選手権に出場し、過去最高の6位入賞した。

## 球歴
- 世界選手権 - 2006年（10位）、2010年（6位）
- 欧州選手権 - 2005年（6位）

## 所属クラブ
- ワクフバンク（2001-2007年）
- RCカンヌ（2007-2008年）
- ワクフバンク（2008-2009年）
- ガラタサライ（2009-2010年）
- エジザージュバシュ・ヴィトラ（2010-2012年）
- フェネルバフチェ（2012-2015年）

## 受賞歴
- 2012年 - 世界クラブ選手権 ベストセッター賞